# Juli 1980
Portal Geschichte | Portal Biografien | Aktuelle Ereignisse | Jahreskalender | Tagesartikel

◄ |
19. Jahrhundert |
20. Jahrhundert
| 21. Jahrhundert

◄ |
1950er |
1960er |
1970er |
1980er
| 1990er | 2000er | 2010er | ►

◄ |
1976 |
1977 |
1978 |
1979 |
1980
| 1981 | 1982 | 1983 | 1984 | ►

◄ |
April 1980 |
Mai 1980 |
Juni 1980 |
Juli 1980 |
August 1980 |
September 1980 |
Oktober 1980 |
►
Dieser Artikel behandelt aktuelle Nachrichten und Ereignisse im Juli 1980.

## Tagesgeschehen

### Dienstag, 1. Juli 1980
- Luxemburg/Luxemburg: Das Land übernimmt von Italien den Vorsitz im Rat der Europäischen Union. Das Amt des Regierungschefs der EWG erhält Pierre Werner.[1]

### Donnerstag, 3. Juli 1980
- Amman/Jordanien: Kassim al-Rimawi löst Abdelhamid Sharaf als Ministerpräsident von Jordanien ab.[2]

### Samstag, 5. Juli 1980
- London/Vereinigtes Königreich: Chris Evert-Lloyd aus den USA gewinnt das Damen-Einzel-Turnier der Wimbledon Championships im Tennis gegen Evonne Cawley aus Australien.[3]

### Sonntag, 6. Juli 1980
- London/Vereinigtes Königreich: Björn Borg aus Schweden gewinnt das Herren-Einzel-Turnier der Wimbledon Championships im Tennis gegen John McEnroe aus den USA in fünf Sätzen. Seit 1977 gibt es im Herren-Einzel in Wimbledon nur den Sieger Björn Borg.[4]

### Dienstag, 8. Juli 1980
- Klagenfurt/Österreich: Die vierte Auflage des Ingeborg-Bachmann-Preises wird als zweites Krisenjahr der Veranstaltung bewertet. Der Schriftsteller Hans Christoph Buch zog seinen Text vom Wettbewerb zurück und der deutsche Gewinner Sten Nadolny, Verfasser des Prosastücks Kopenhagen 1801, erklärt den Verzicht auf sein Preisgeld in Höhe von 100.000 Schilling.[5]
- Wien/Österreich: Der parteilose Amtsinhaber Rudolf Kirchschläger wird neuerlich als Bundespräsident vereidigt.[6]

### Mittwoch, 9. Juli 1980
- Berlin/Deutschland: Das Übereinkommen der Vereinten Nationen zur Beseitigung jeder Form von Diskriminierung der Frau wird Teil der nationalen Gesetzgebung der DDR.[7]

### Donnerstag, 17. Juli 1980

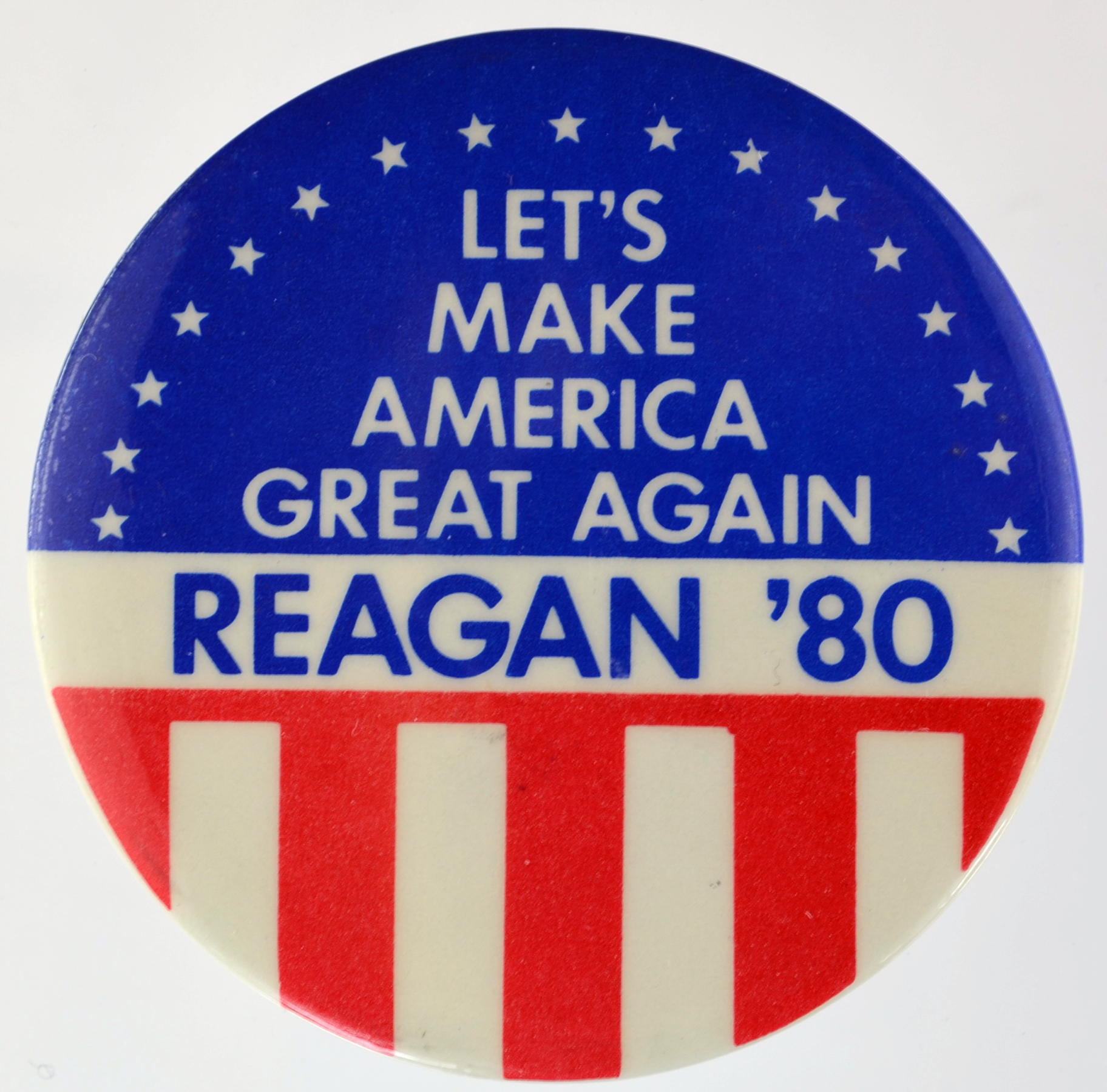
Button zu Ronald Reagans Kampagne

- Detroit/Vereinigte Staaten: Mit seiner Kampagne „Let's Make America Great Again“ setzt sich der frühere Gouverneur von Kalifornien Ronald Reagan als republikanischer Kandidat für die Präsidentschaftswahl im November durch. In seiner Rede zur Annahme der Wahl benennt er drei Probleme der Vereinigten Staaten: auseinanderbröckelnde Wirtschaft, geschwächte militärische Verteidigungsfähigkeit und Engpässe in der Energiewirtschaft.[8]

### Freitag, 18. Juli 1980
- Leipzig/Deutschland: In der JVA Leipzig wird an Winfried Baumann in der Zentralen Hinrichtungsstätte der DDR nach dessen Verurteilung als Militär-Spion das Todesurteil vollstreckt.[9]
- Sriharikota/Indien: Die Trägerrakete SLV-3 bringt den ersten indischen Satelliten, Rohini RS-1, ins Weltall.[10]

### Samstag, 19. Juli 1980

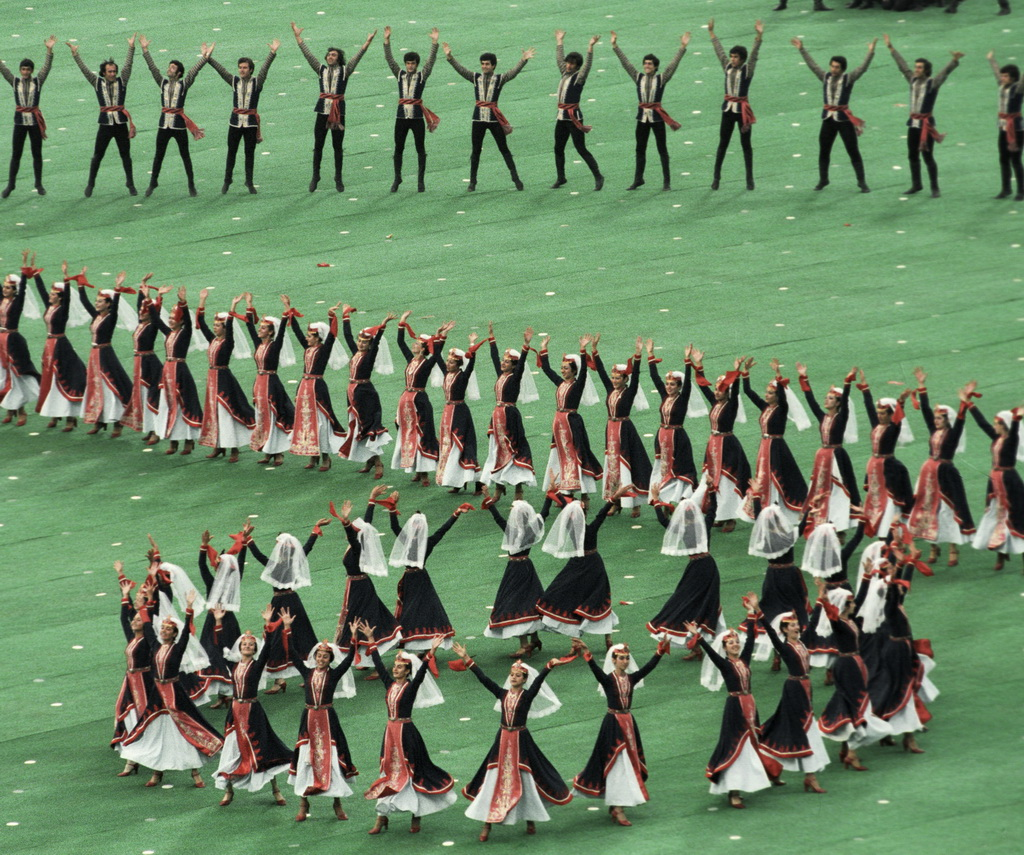
Eröffnungsfeier der Olympischen Spiele

- Moskau/Sowjetunion: Die XXII. Olympischen Sommerspiele werden eröffnet. Verschiedene Regierungen riefen die Nationalen Olympischen Komitees ihrer Länder zum Olympiaboykott auf, daher finden die Spiele ohne große Sportnationen wie die Vereinigten Staaten oder die Bundesrepublik Deutschland statt.[11]

### Sonntag, 20. Juli 1980
- Paris/Frankreich: Joop Zoetemelk gewinnt zum ersten Mal, und als zweiter Niederländer, die Rad-Rundfahrt Tour de France.[12]

### Mittwoch, 23. Juli 1980

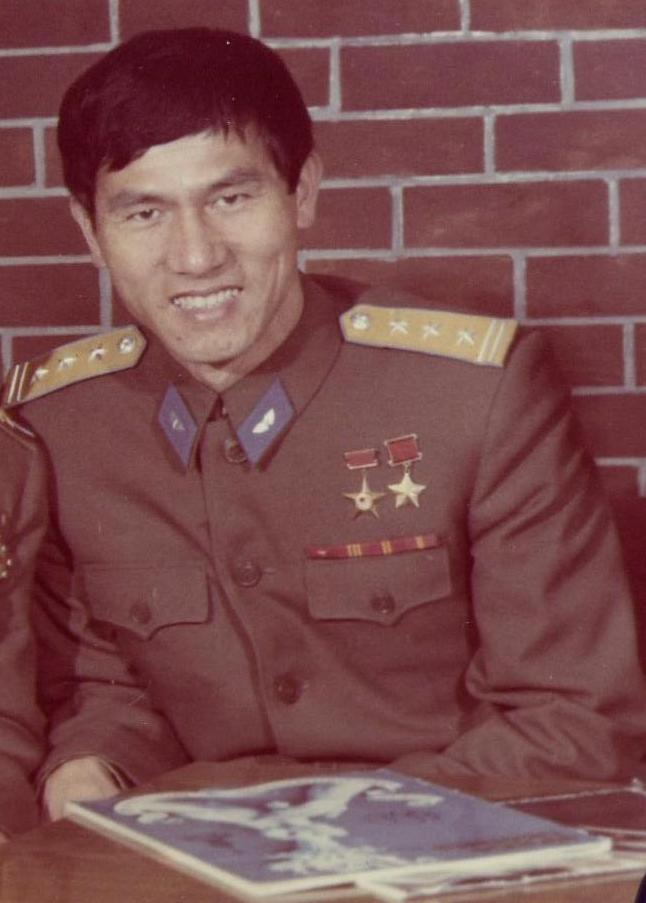
Phạm Tuân

- Leninsk/Sowjetunion: Der Vietnamese Phạm Tuân startet als erster Asiate ins Weltall.[13]

### Montag, 28. Juli 1980
- Lima/Peru: Der im Mai in einer demokratischen Wahl siegreiche ehemalige Staatspräsident Fernando Belaúnde Terry wird als neuer Staatspräsident vereidigt. Er kündigte an, die Verfassung wieder in Kraft zu setzen.[14]

### Dienstag, 29. Juli 1980
- Nepal: Bei einem Erdbeben der Stärke 6,6 MS im Westen des Landes kommen mindestens 150 Menschen in Nepal und 13 weitere im indischen Bundesstaat Uttarakhand ums Leben.[15]

### Mittwoch, 30. Juli 1980

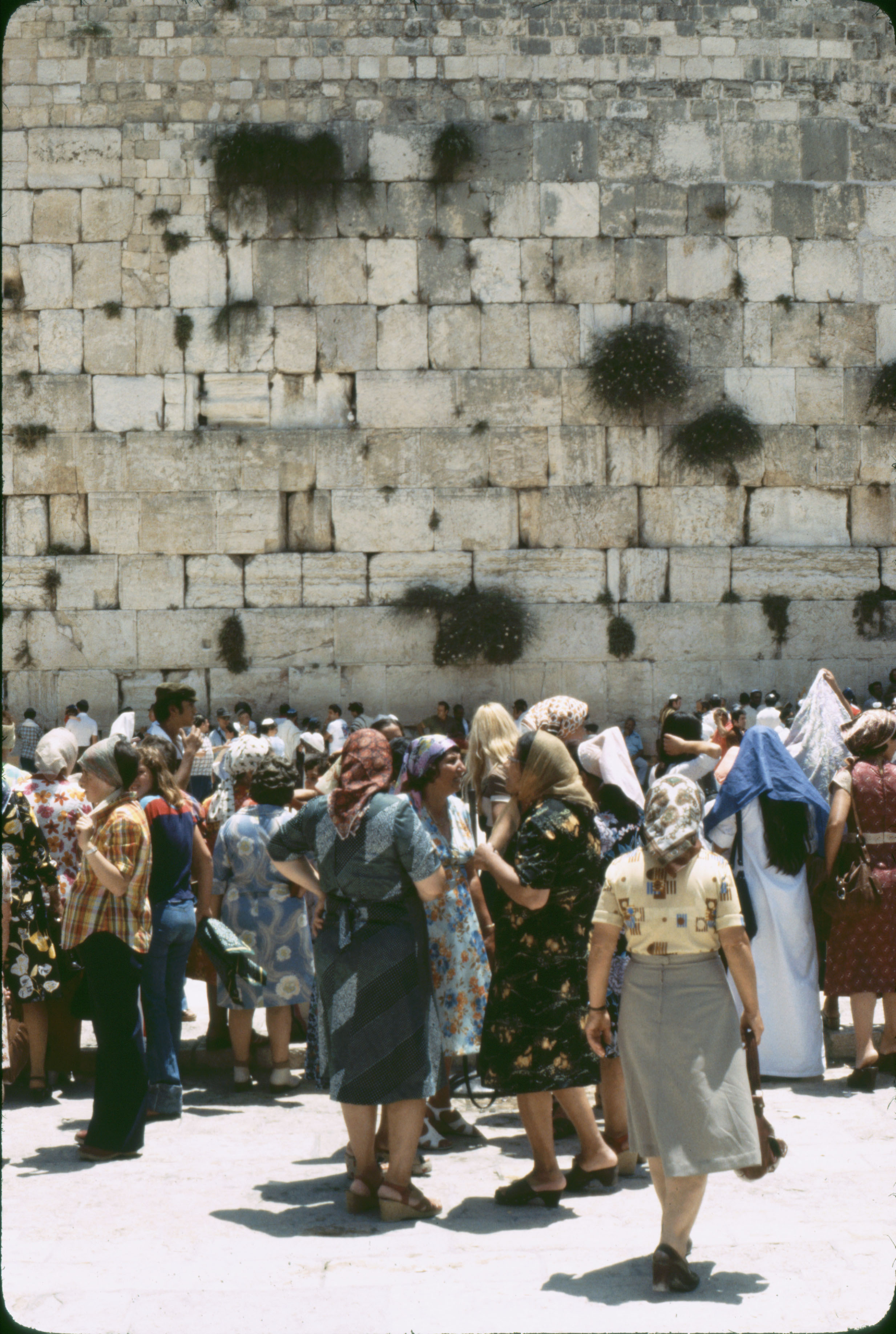
Klagemauer in Jerusalem (1977)

- Jerusalem/Israel: Das Parlament verabschiedet das Jerusalemgesetz und erklärt die 1967 besetzten Teile Ostjerusalems zum Bestandteil des israelischen Staatsgebiets. Dies schließt den unter Verwaltung der islamischen Waqf-Behörde stehenden Tempelberg ein, auf dem sich u. a. der Felsendom und die al-Aqsa-Moschee befinden. Das Dokument erklärt das „unteilbare“ Jerusalem wörtlich zur israelischen Hauptstadt.[16]
- Port Vila/Vanuatu: Die Staaten Frankreich und Vereinigtes Königreich gewähren Vanuatu die staatliche Unabhängigkeit in Nachfolge des Kondominiums Neue Hebriden, das sie gemeinsam verwalteten und das mit dem heutigen Tag aufgelöst wird. Das aus 83 Inseln beziehungsweise Inselgruppen bestehende Territorium im Pazifik gab am 18. Februar seine Unabhängigkeitserklärung ab.[17]

## Weblinks

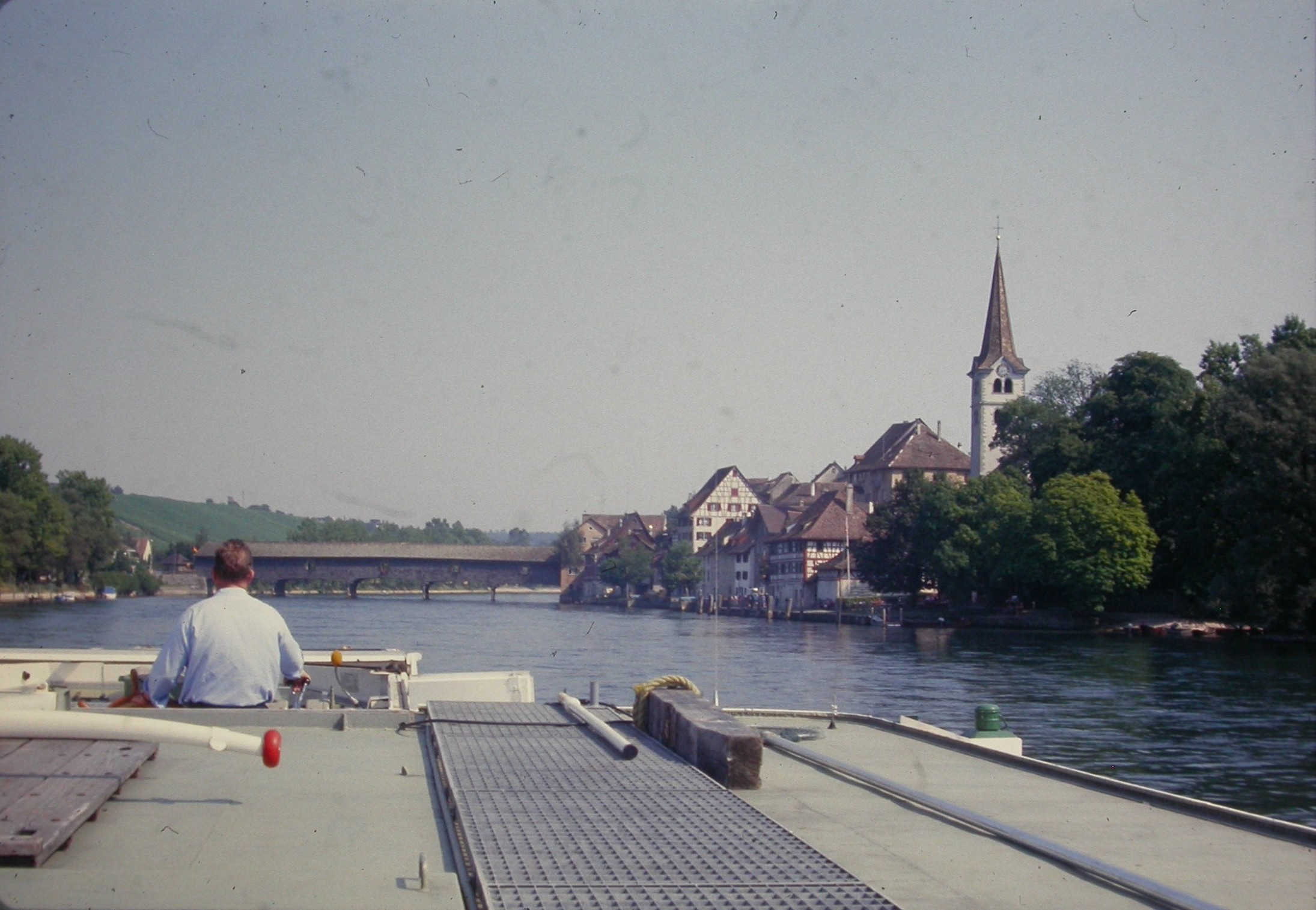
Kanton Thurgau im Juli 1980